# بایو متو، شهرستان لونکه، آرکانزاس
بایو متو (به انگلیسی: Bayou Meto) یک منطقهٔ مسکونی در ایالات متحده آمریکا است که در شهرستان لونکه، آرکانزاس واقع شده‌است. بایو متو ۶۷٫۹۷ متر بالاتر از سطح دریا واقع شده‌است.